# Ямасина-но-мия Кикумаро
Принц Кикумаро из линии Ямасина (яп. 山階宮 菊麿王 Ямасина-но-мия Кикумаро:,  3 июля 1873, Киото — 2 мая 1908, Токио) — 2-й глава дома Ямасина-но-мия (1898—1908), представитель одной из младших ветвей японской императорской фамилии.

## Ранняя жизнь
Родился в Киото. Единственный сын принца Ямасины Акиры (1816—1898), 1-го главы дома Ямасина-но-мия (1858—1898). Его матерью была наложница Накадзё Тиэко. Так как принц Акира не имел детей от своей официальной жены, принцессы Кацуры Сумико (сестры императора Комэя), Кикумаро был признан в качестве официального наследника своего отца.
В 1880 году принц Кикумаро был усыновлён принцем Насимото Мориосой (1819—1885), чтобы возглавить дом Насимото-но-мия. В 1885 году после смерти принца Насимото Мориосы принц Кикумаро был объявлен наследником линии Ямасина-но-мия. Новым главой Насимото-но-мия стал принц Куни Моримаса (1874—1951), четвёртый сын принца Куни Асахико. 2 февраля 1898 года после смерти своего отца Кикумаро стал вторым главой дома Ямасина-но-мия.

## Военная карьера
Принц Ямасина Кикумаро учился в Военной академии Императорского флота Японии и получил чин младшего лейтенанта в 1894 году. Он служил мичманом на крейсере Ивате, затем на борту крейсера Якумо с 1902 года. Он отличился во время Русско-японской войны 1904—1905 годов и был награждён Орденом Золотого коршуна 4 степени. В 1905 году принц получил чин капитана. С января 1908 года учился в Высшей военной академии Императорского флота Японии, но внезапно скончался через четыре месяца в возрасте 35 лет.

## Брак и семья
14 сентября 1895 года принц Ямасина Кикумаро женился на Кудзё Норико (4 декабря 1878 — 11 ноября 1901), дочери князя Кудзё Мититаки (1839—1906). Супруги имели два сына и дочь:
- Принц Ямасина Такэхико (13 февраля 1899 — 10 августа 1987)
- Маркиз Ямасина Ёсимаро (5 июля 1900 — 29 января 1989)
- Принцесса Ямасина Ясуко (31 октября 1901 — 29 декабря 1974)

2 февраля 1902 года принц Ямасина Кикумаро вторично женился на Симадзу Хисако (7 февраля 1874 — 26 февраля 1938), дочери князя Симадзу Тадаёси. Во втором браке у принца Ямасины было три сына:
- Маркиз Фудзимаро Цукуба (7 февраля 1905 — 20 марта 1978)
- Граф Хагимаро Касима (21 апреля 1906 — 26 августа 1932)
- Граф Сигэмаро Кацураги (29 апреля 1908 — 10 января 1947).

## Галерея

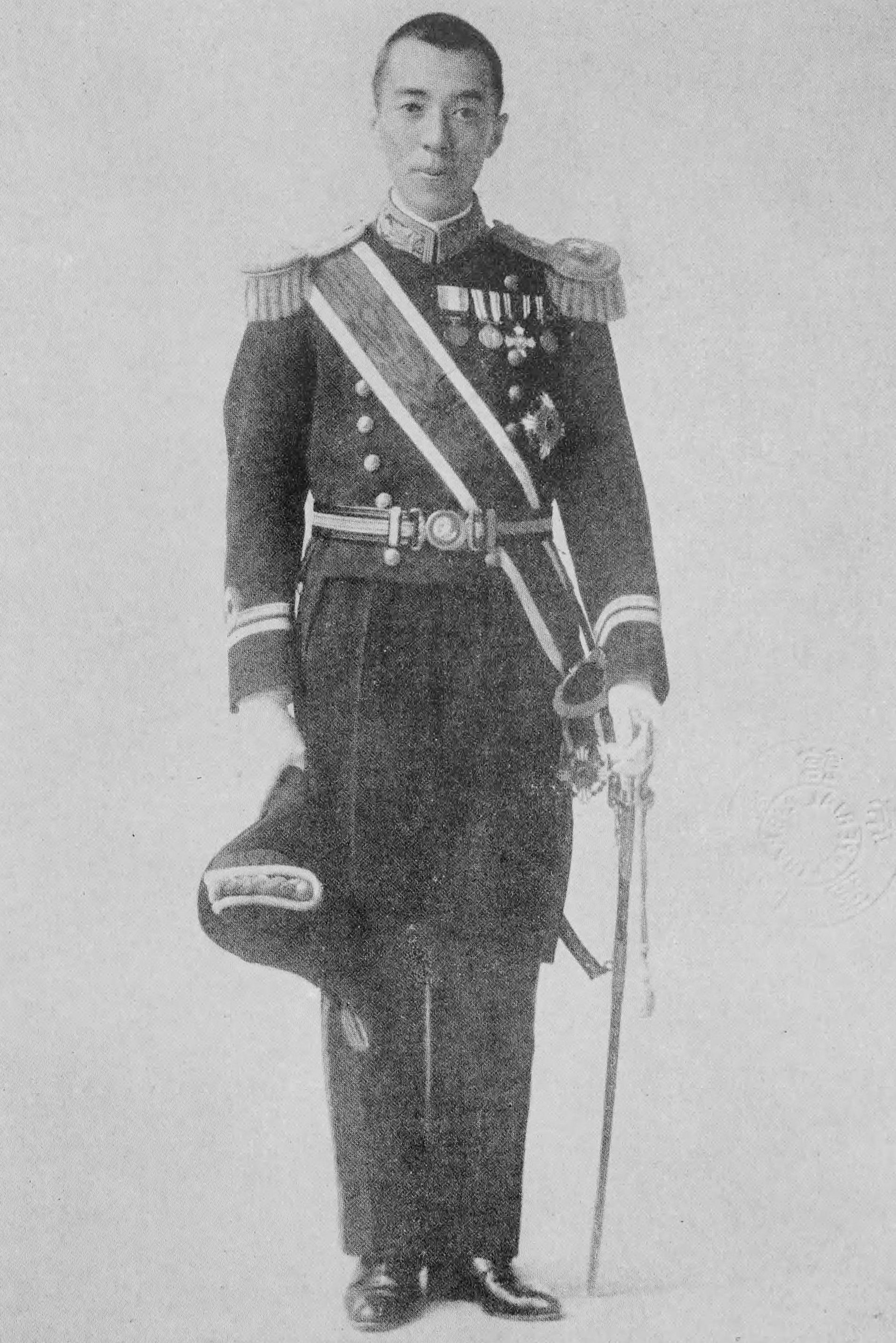
Старший сын и наследник, принц Ямасина Такэхито
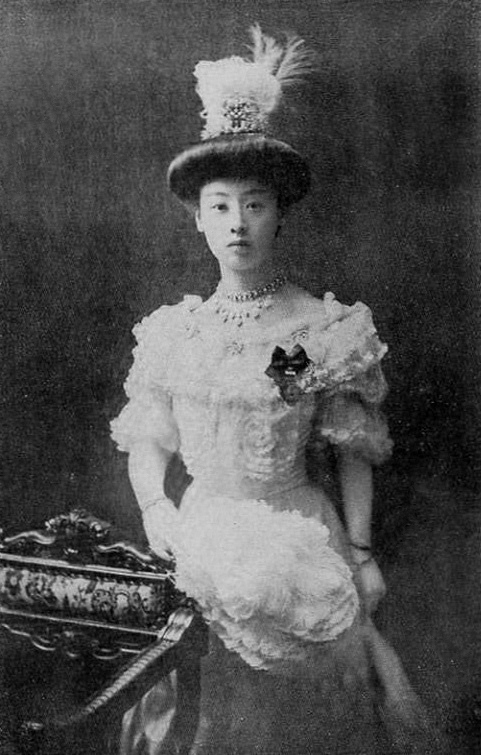
Ямасина Хисако, вторая жена принца Ямасина Кикумаро
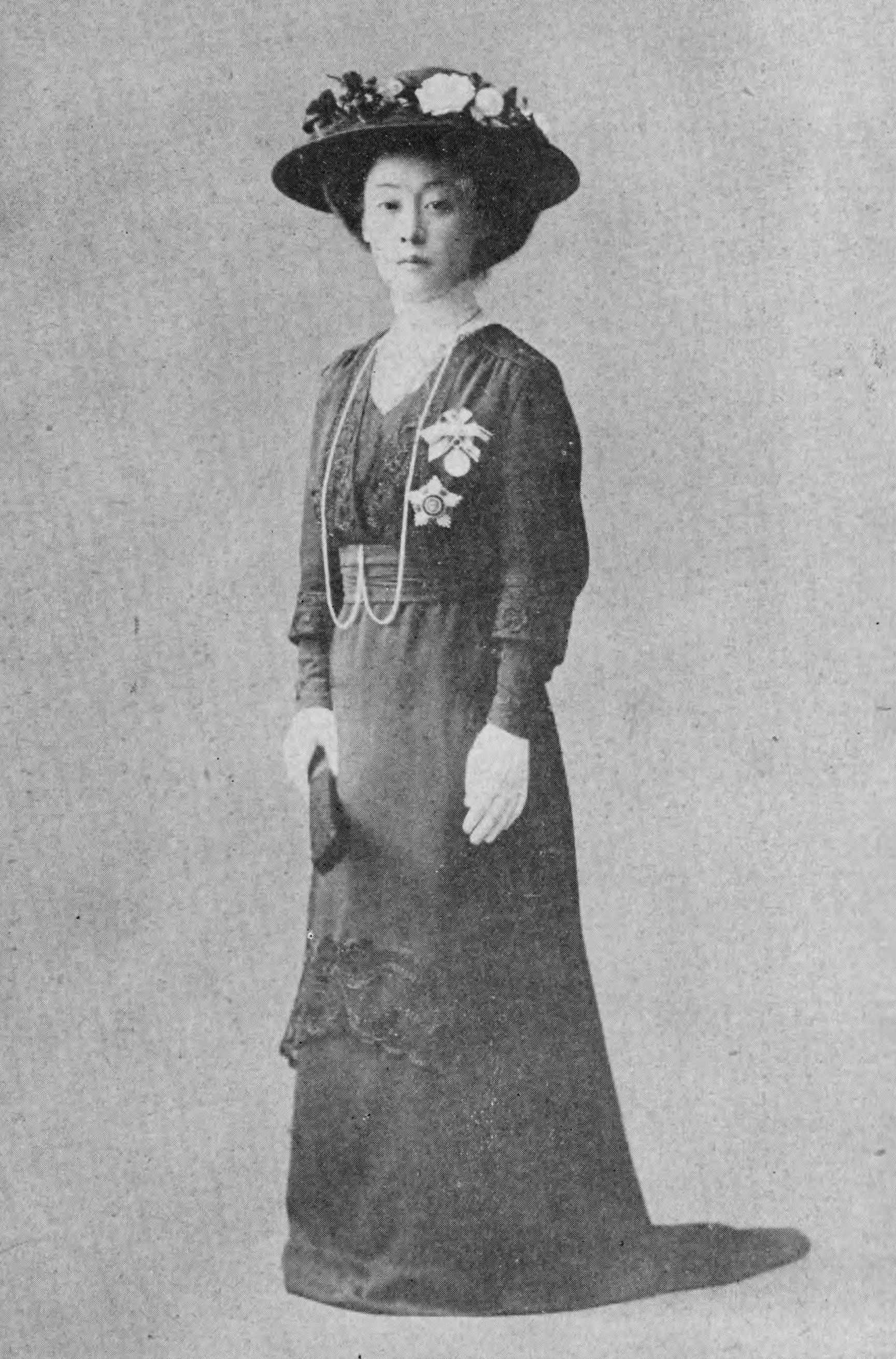
Ямасина Хисако, другое фото
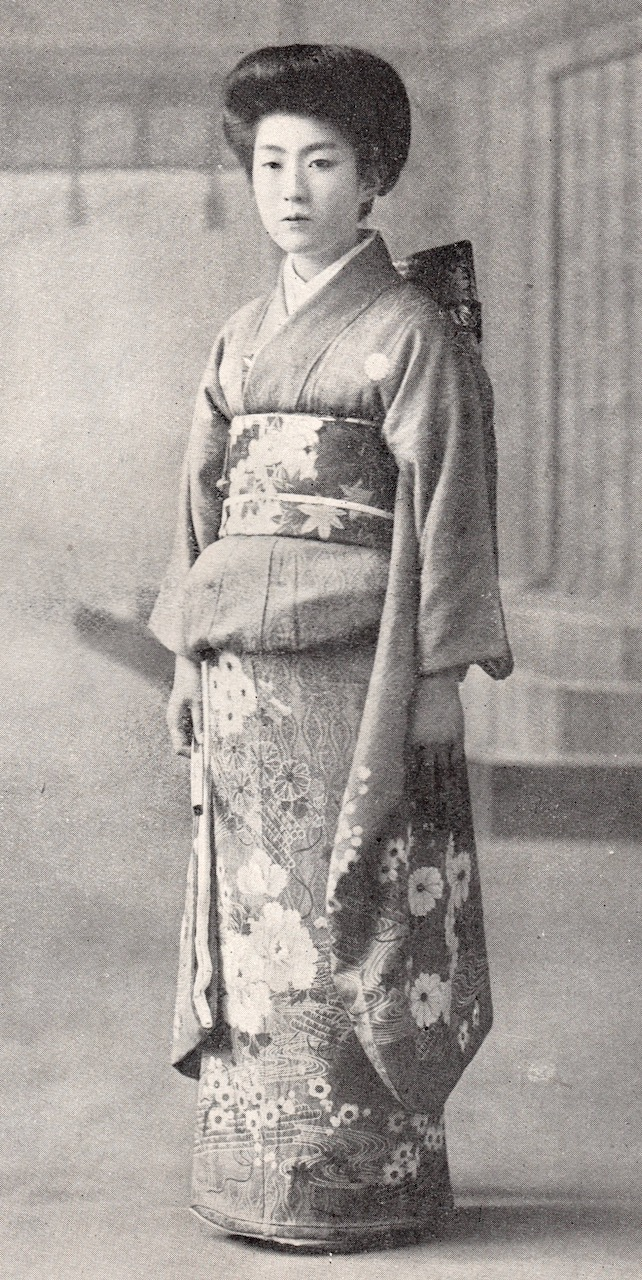
Принцесса Ямасина Ясуко, единственная дочь принца Ямасины Кикумаро от первого брака